# Klaus Hirschler
Klaus Hirschler (* 1966 in Wien) ist ein österreichischer Wirtschaftswissenschaftler.

## Leben
Nach der Sponsion 1992 zum Magister iuris an der Universität Wien, der Sponsion 1992 zum Magister der Sozial- und Wirtschaftswissenschaften an der Wirtschaftsuniversität Wien, der Promotion zum Doktor der Sozial- und Wirtschaftswissenschaften an der Wirtschaftsuniversität Wien 1995 und der Habilitation für Betriebswirtschaftslehre an der Wirtschaftsuniversität Wien 2000 war er von 2013 bis 2015 Universitätsprofessor für Steuerrecht am Institut für Finanzrecht der Universität Wien. Seit 2015	ist er Universitätsprofessor für Rechnungswesen und Prüfung am Institut für Revisions-, Treuhand- und Rechnungswesen der WU Wien.
Seine Forschungsschwerpunkte sind Rechnungslegung-Bilanzierung, Bilanzsteuerrecht, Jahresabschlussanalyse und Umgründungssteuerrecht & Konzernsteuerrecht.

## Schriften (Auswahl)
- Die Spaltung von Kapitalgesellschaften im Handels- und Steuerrecht. Wien 1996, ISBN 3-7007-0822-X.
- mit Dietmar Dokalik: RÄG 2014 – Reform des Bilanzrechts. Wien 2016, ISBN 3-7073-3426-0.
- mit Christian Ludwig: Bilanzierung und Prüfung von Umgründungen. Handbuch. Wien 2018, ISBN 3-214-03310-7.
- mit Romuald Bertl und Eva Deutsch-Goldoni: Buchhaltungs- und Bilanzierungshandbuch. Wien 2019, ISBN 3-7007-7464-8.